# Burg Steineck (Unterfranken)
Die Burg Steineck, auch Steineckke oder Nordeck genannt, ist die Ruine einer hochmittelalterlichen Höhenburg auf 350 m ü. NN bei Steinach in der Gemeinde Burglauer im unterfränkischen Landkreis Rhön-Grabfeld in Bayern.

## Lage
Die Burg liegt östlich der Fränkischen Saale auf einem aus dem steil abfallenden Prallhang vorspringenden Bergsporn. Von hier aus ließ sich das Tal der Saale mit der am Fluss entlang führenden Straße gut überwachen. Weniger günstig war der gewählte Standort für die Verteidigung der Anlage: Angreifer konnten die Burg vom höheren Hang her leicht einsehen und beschießen.

## Geschichte
Erstmals urkundlich erwähnt wurde die Burg 1201, als König Philipp von Schwaben sie dem Bischof von Würzburg Konrad von Querfurt übereignete. Die Ruine Steineck war in den Händen des hennebergischen Familienclans zwar umstritten, aber 1240 konnte Graf Poppo VII. die Besitzungen Talburg Steinaha und die Burg Steinecke vertraglich absichern. Die letzte Erwähnung erfolgte 1443 als Burgstall, mit dem ein gewisser Caspar von Ostheim belehnt wurde. Nach der Überlieferung soll die Burg an einem Christabend abgebrannt sein.

## Anlage
Die Burg war in eine Vorburg und eine Hauptburg gegliedert. Der Vorburg war ein tiefer, noch heute erkennbarer Halsgraben vorgelagert. Mauerreste an der Vorderseite der Hauptburg lassen eine Schildmauer vermuten. Erhalten sind von der Burganlage nur geringe Mauerreste und Spuren von Wällen und Gräben.